# هاینریش مسنر
هاینریش مسنر (انگلیسی: Heinrich Messner؛ زادهٔ ۱ september ۱۹۳۹ (۸۵ سال)) ورزشکار اسکی آلپاین اهل اتریش است.
وی در مسابقات کشوری و بین‌المللی در مجموع برندهٔ ۳ مدال برنز شده‌است.